# Championnat du Cap-Vert de football 2014
Navigation
Saison précédente Saison suivante
La saison 2014 du Championnat du Cap-Vert de football est la trente-cinquième édition de la première division capverdienne, le Campeonato Nacional. Après une phase régionale qualificative disputée sur chacune des neuf îles habitées de l'archipel, les onze meilleures équipes et le tenant du titre disputent le championnat national, joué en deux phases :
- une phase de poules (deux poules de six équipes) dont seuls les deux premiers accèdent à la phase finale
- une phase finale à élimination directe (demi-finales et finale) en matchs aller et retour qui détermine le vainqueur du championnat

C’est le tenant du titre, le Clube Sportivo Mindelense qui remporte à nouveau la compétition cette saison, après avoir battu l'Associação Académica do Fogo en finale nationale. Si c'est la première finale pour l'Academica, il s'agit en revanche du dixième titre de champion du Cap-Vert de l’histoire du CS Mindelense.

## Les clubs participants
- Île de Boavista :
  - Associação Académica e Operária
- Île de Brava :
  - Sporting Clube da Brava
- Île de Fogo :
  - Associação Académica do Fogo
- Île de Maio :
  - Académica da Calheta
- Île de Sal :
  - Sport Clube Verdun
- Île de Santiago :
  - Grémio Desportivo de Nhagar (zone Nord)
  - Sporting Clube da Praia (zone Sud)
- Île de Santo Antão :
  - Paulense Desportivo Clube (zone Nord)
  - Associação Académica do Porto Novo (zone Sud)
- Île de São Nicolau:
  - Sport Club Atlético
- Île de São Vicente:
  - Clube Sportivo Mindelense (tenant du titre)
  - Futebol Clube de Derby

## Compétition

### Phase de poules
Le barème utilisé pour établir le classement est le suivant :
- Victoire : 3 points
- Match nul : 1 point
- Défaite, forfait ou abandon : 0 point

| Rang | Équipe                             | Pts | J | G | N | P | Bp | Bc | Diff |
| ---- | ---------------------------------- | --- | - | - | - | - | -- | -- | ---- |
| 1    | Sporting Clube da Praia            | 13  | 5 | 4 | 1 | 0 | 7  | 1  | +6   |
| 2    | Associação Académica do Porto Novo | 8   | 5 | 2 | 2 | 1 | 7  | 2  | +5   |
| 3    | Grémio Desportivo de Nhagar        | 8   | 5 | 2 | 2 | 1 | 6  | 5  | +1   |
| 4    | Paulense Desportivo Clube          | 5   | 5 | 1 | 2 | 2 | 3  | 4  | -1   |
| 5    | Futebol Clube de Derby             | 4   | 5 | 1 | 1 | 3 | 4  | 6  | -2   |
| 6    | Sporting Clube da Brava            | 2   | 5 | 0 | 2 | 3 | 3  | 12 | -9   |

| Rang | Équipe                          | Pts | J | G | N | P | Bp | Bc | Diff |
| ---- | ------------------------------- | --- | - | - | - | - | -- | -- | ---- |
| 1    | Clube Sportivo MindelenseT      | 12  | 5 | 4 | 0 | 1 | 9  | 2  | +7   |
| 2    | Associação Académica do Fogo    | 11  | 5 | 3 | 2 | 0 | 10 | 4  | +6   |
| 3    | Sport Club Atlético             | 7   | 5 | 2 | 1 | 2 | 3  | 3  | 0    |
| 4    | Académica da Calheta            | 6   | 5 | 2 | 0 | 3 | 5  | 8  | -3   |
| 5    | Associação Académica e Operária | 6   | 5 | 2 | 0 | 3 | 3  | 9  | -6   |
| 6    | Sport Clube Verdun              | 1   | 5 | 0 | 1 | 4 | 3  | 7  | -4   |

### Phase finale
|  | Demi-finales                       | Demi-finales                       | Demi-finales                 | Demi-finales                 |                            |                            | Finale | Finale | Finale | Finale |
|  |                                    |                                    |                              |                              |                            |                            |        |        |        |        |
|  |                                    |                                    |                              |                              |                            |                            |        |        |        |        |
|  | Associação Académica do Porto Novo | Associação Académica do Porto Novo | 0                            | 0                            |                            |                            |        |        |        |        |
|  | Associação Académica do Porto Novo | Associação Académica do Porto Novo | 0                            | 0                            |                            |                            |        |        |        |        |
|  | Clube Sportivo MindelenseT         | Clube Sportivo MindelenseT         | 0                            | 3                            |                            |                            |        |        |        |        |
|  | Clube Sportivo MindelenseT         | Clube Sportivo MindelenseT         | 0                            | 3                            | Clube Sportivo MindelenseT | Clube Sportivo MindelenseT | 2      | 0      |        |        |
|  |                                    |                                    |                              |                              | Clube Sportivo MindelenseT | Clube Sportivo MindelenseT | 2      | 0      |        |        |
|  |                                    |                                    | Associação Académica do Fogo | Associação Académica do Fogo | 1                          | 0                          |        |        |        |        |
|  | Associação Académica do Fogo       | Associação Académica do Fogo       | Associação Académica do Fogo | Associação Académica do Fogo | 1                          | 0                          | 0      | 2e     |        |        |
|  | Associação Académica do Fogo       | Associação Académica do Fogo       |                              |                              |                            |                            |        | 2e     |        |        |
|  | Sporting Clube da Praia            | Sporting Clube da Praia            | 0                            | 2                            |                            |                            |        |        |        |        |
|  | Sporting Clube da Praia            | Sporting Clube da Praia            | 0                            | 2                            |                            |                            |        |        |        |        |

## Bilan de la saison
| Championnat du Cap-Vert de football 2014 |                                       |
| Champion                                 | Clube Sportivo Mindelense (10e titre) |
| Coupes et trophées                       |                                       |
| Vainqueur de la Coupe du Cap-Vert 2014   | Non disputée                          |
| Qualifications continentales             |                                       |
| Ligue des champions de la CAF 2015       | Aucun                                 |
| Coupe de la confédération 2015           | Aucun                                 |
| Promotions et relégations                |                                       |
| Promus en Campeonato Naçional            | Aucun                                 |
| Relégués                                 | Aucun                                 |